# Duda (rijeka)
Duda je rijeka u Kolumbiji, pritoka rijeke Guayabero. Pripada porječju rijeke Orinoco.